# Plusiotricha pratti
Plusiotricha pratti är en fjärilsart som beskrevs av Sir George Hamilton Kenrick 1917. Plusiotricha pratti ingår i släktet Plusiotricha och familjen nattflyn. Inga underarter finns listade i Catalogue of Life.